# Publius Antius Orestes
Publius Antius Orestes war ein im 2. Jahrhundert n. Chr. lebender Angehöriger des römischen Senatorenstandes.
Durch eine Inschrift, die auf der Insel Samothrake gefunden wurde und die auf den 1. Mai 165 datiert ist, ist belegt, dass Orestes 165 Statthalter (Proconsul) in der Provinz Macedonia war. Aus der Inschrift geht auch hervor, dass er sich auf Samothrake zusammen mit seinem Gefolge in die Mysterien einweihen ließ.

## Datierung
Werner Eck datiert seine Statthalterschaft in das Amtsjahr 164/165.